# I. Alarik nyugati gót király
I. Alarik vagy Alaricus, (376 – 410 vége) a nyugati gótok királya (latinul rex) 395–410 között; heves küzdelmeket vívott a Római Birodalommal és 410-ben elfoglalta Rómát is.

## Királlyá választása
391 táján már valószínűleg egy csapat törzsi harcos élén állt.  Nagy Theodosius császár halála után azonban a gótok – „megfosztva a szokásos ajándékoktól, s mivel féltek, hogy a hosszú békében vitézségük fogyatkozást szenved” – Alarikot választották meg királyuknak. A Baltha-nemzetségből származott, mely név merészet jelent, és amely nemzetség a második volt rangban az Amal-nemzetség mögött a gótok között. Felmerült, hogy azért választották Alarikot királyul, mert bátorságával kitűnt a többiek közül.

## Görögországi portyázás
Miután királlyá választották „övéivel tanácsot ült – Iordanes szavaival –, és rábeszélte őket, hogy inkább saját fáradságukkal szerezzenek maguknak országot, semmint hogy tétlenségben idegennek szolgáljanak”. Ezért elindult népével Macedónián, Trákián és a Peloponnésszoszon keresztül. Útközben minden férfit megöltek, a nőket és a gyerekeket elhurcolták rabnak. Csak azokat a városokat kímélték, akik pénzzel váltották meg a békét. Phókisz és Boiótia megadta magát, ezután az erős Théba mellőzésével Athén alá vonult, amely szintén megadta magát, akárcsak Korinthosz, Argosz és Spárta.
A Theodosius halála után kettéoszlott Római Birodalom keleti felén Arcadius lett a császár, a nyugati felén Honorius. A két császár hadvezéreinek vetélkedése tovább gyengítette a birodalmat. Rufinus, Arcadius császár főminisztere a gótok ellen keletre akarta hívni a császári hadsereget, de Honorius hadvezére, Stilicho visszatartotta a hadat, és gót segédcsapatainak vezérét, Gainast Konstantinápolyba küldte, aki 395-ben megölte Rufinust. Közben ő maga is megérkezett egy hajóhaddal a Korinthoszi-öbölbe, és megállította Alarik seregét.
Hajóhadával kikötött Korinthosz romjai közelében és hátba támadta Alarikot. Alarik vereséget szenvedett és behúzódott az Árkádia és Elis határszélén levő Pholae hegységbe. Stilicho a gótokat azonnal bekerítette, majd elterelte a Peneusz folyó vizét, hogy a gótok se enni-, se innivalóhoz ne jussanak. Erős sáncokat is épített, ám Alarik mégis elmenekült, majd békét kötött a konstantinápolyi udvarral, és az illír területek főparancsnoka lett.

## Itáliai hadjárat
402-ben, kihasználva Stilicho galliai távollétét, Alarik átkelt a Júliai-Alpokon, elfoglalta Isztriát és Milánót fenyegette, ahonnan Honorius császár elmenekült. Stilicho rendeletet adott ki, hogy minden nyugati had azonnal menjen Itáliába, de akkorra Alarik már Milánó alatt állt. Honoriusnak még volt annyi ideje, hogy a jól megerősített piemonti Asti városába meneküljön.
Alarik körbefogta Milánót és a megadás feltételeiről kezdett tárgyalni. Ekkor érkezett Stilicho a hadaival: a Tanarus (napjainkban Tanaro) folyó partján, Pollentia  mellett került sor ütközetre. 402. április 6-án, húsvét napján, amit az ariánus gótok megünnepelni készültek, Stilicho megtámadta őket és győzelmet aratott. A római oldalon harcoltak az alánok, akiknek fejedelme már az ütközet elején elesett, és ettől a gótok új erőre kaptak, és visszanyomták a lovasságot. Stilicho ekkor vezette ellenük a légiókat, amelyek kézitusában legyőzték a gótokat. Alarik ekkor visszahúzódott Verona irányába és  megpróbálta a meglepetés erejével bevenni a várost, azonban Stilicho újból legyőzte őt. Alarik maga is alig tudott elmenekülni, maradék seregét ráadásul éhség és ragályok gyötörték, sokan elpártoltak tőle. A meggyengült gótok 403-ra az Illyricumba (mai Nyugat-Balkán) szorultak. 

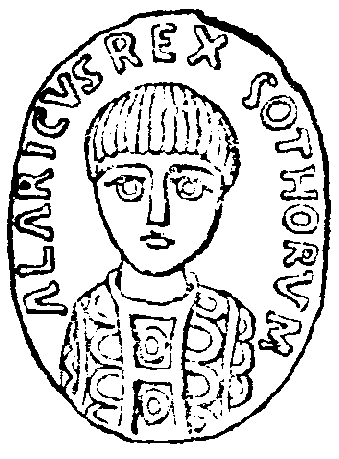
Alarik norvég ábrázolása, a felirat: Alaricus Rex Gothorum

A római győzelem hírére Róma lakosai meghívták Honoriust, hogy ünnepelje meg a győzelmét és consulságának hatodik évfordulóját. Ő a milviusi hídon vonult be a városba, és győzelme emlékére diadalívet emeltetett. Hét hónapot töltött a városban, majd székhelyét áttette a rosszul védhető Milánóból Ravennába, amelyet mérföldekre kiterjedő mocsarak vettek körül, és tengeri kikötője is volt.

## Támadások Róma ellen

### Germán betörés
405-ben vandál, burgund és svév vegyes csapatok törtek be Észak-Itáliába Radagaisus vezetésével. Velük tartottak az alánok, és egy 12 ezer fős gót csapat is. A támadó germán sereg elhaladt Ravenna, valamint Stilicho ticinumi tábora mellett. Míg Stilicho egyre halasztotta a barbárokkal való csatát, addig azok Itália több városát kifosztották. Stilicho Firenzénél utolérte és bekerítette a germán hadat. Radagais 406 augusztusában Fiesole mellett döntő vereséget szenvedett, azonban százezer szvéb, vandál, alán és burgund maradt vissza az Apenninnek és az Alpok, valamint az Alpok és a Duna között. Míg Stilicho Észak-Itália megvédésére koncentrált, a birodalomnak nem maradt elég ereje a rajnai határ megvédéséhez: 406. december 31-én vandálokból, alánokból és szvévekből álló germán tömeg áttörte a rajnai limest, megkezdve Gallia meghódítását. 408-ban pedig megkezdődött Alarik itáliai hadjárata is.

### Stilicho halála
408-ban elhunyt Arcadius kelet-római császár, utóda a mindössze 8 éves II. Theodosius lett. Ekkor felmerült a birodalom újbóli egyesítésének gondolata is. Ambíciói érdekében Stilicho tárgyalásokba kezdett Alarikkal, akinek már korábban is zsoldot fizetett, és átengedte neki egész Illíriát. Az Alarikkal kötött megegyezés miatt a császári udvar és a szenátus bizalma megrendült Stilichoban, és a tehetséges hadvezért Honorius császár hamarosan kivégeztette híveivel és gót zsoldosainak családjával együtt.

### Első támadása Róma ellen

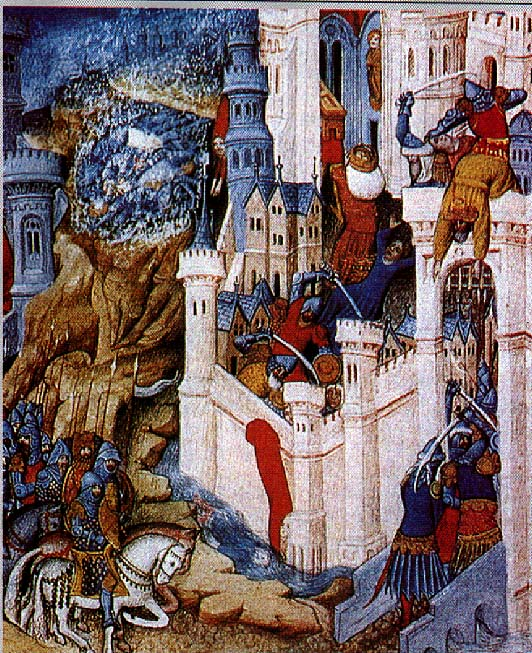
Róma meghódítása 410-ben. 15. századi miniatúra

Stilicho halála után a rómaiak körülbelül 10 000 gótot mészároltak le Itáliában. Az életben maradtak Alarikhoz fordultak segítségért, aki ekkor seregével bevonult az itáliai félszigetre. Körülzárta Rómát és így az élelem nélkül maradt város egyezkedésre kényszerült. Hadisarc fejében 5000 font aranyat, 30 000 ezüstöt, valamint textíliákat és fekete borsot kért. Hogy kifizethessék, a rómaiak kénytelenek voltak a szobrokat is beolvasztani.
Alarik ekkor visszavonult Toszkánába, ahol tárgyalást kezdett Honorius császárral, aki 404 óta Ravennában élt. Alarik fővezéri címet kért, valamint Dalmatiát, Venetiát és Noricumot, kérését azonban a császár elutasította.

### Második támadás Róma ellen
409-ben újra Róma ellen vonult, ahol ellencsászárként nevezte ki Priscus Attalus szenátort, városparancsnokot. Az új császárral önmagát a római hadsereg főparancsnokának, sógorát, Athaulfot pedig a palotaőrség parancsnokának neveztette ki, majd az új császárral Ravenna ellen vonult. Ravennát a szintén gót Sarus védte, akinek sikerült Honorius császárt visszatartania, amikor az Konstantinápolyba akart menekülni. Alarik ismét tárgyalásba kezdett, és békülésének jeléül elküldte hozzá azokat a császári jelvényeket, amiktől megfosztotta a csak nemrég császárrá tett Attalust. Bár Alarik már csak Noricumot kérte, Honorius továbbra sem engedett neki.

### Harmadik támadás Róma ellen
Ekkor Alarik immáron harmadszor is megostromolta Rómát. 410. augusztus 24-én bevonult a városba, ahova a gallok óta nem lépett ellenség. A gótok később büszkén hivatkoztak rá, hogy Alarik nem romboltatta le a várost "más barbárok szokásához hasonlóan", de a katonái hat napig fosztogathatták, csak a keresztény templomokat kímélték. Az ekkor összeszedett kincsek képezték az alapját a későbbi gót királyi kincstárnak.

## Halála és temetése
Alarik ezek után Szicília irányába vonult tovább. Kifosztották Capuát és Nolát. A gótok útjuk során bár fosztogattak, nem romboltak le semmit, mert céljuk a letelepedés volt. Itáliában azonban csak szőlőt találtak és olajfaligeteket gabona helyett. Jordanes azt írja, hogy a gótok, akik addig csak tejet ittak, Itáliában láttak először szőlőskertet. Mikor Alarik megtudta, hogy a gabonát Szicíliából és Afrikából szállítják, hajók megszerzésével készülődött az átkelésre. Azonban amikor a Messinai-szoroson akartak átkelni, 410 végén, harmincnégy évesen, hirtelen meghalt.
Bár a király ariánus keresztény volt,  mégis pogány módra temették el. Sírja fölé nem állítottak sem római emlékművet, sem tumulust, (azaz halomsírt), hanem elterelték a Busento folyót, és "medrének közepén egy rabszolgacsapattal sírt ásatnak, amelynek mélyébe Alarikot sok kinccsel együtt leeresztik, s miután a vizet ismét medrébe bocsátották, az összes sírásókat megölik, hogy a helyet többé senki meg ne találhassa...".
Alarik a zsákmány- és földszerző barbár tipikus alakja volt, katonai ereje biztosította tényleges hatalmát. Hadvezérként nem törekedett császári címre, és méltányolta a római intézményeket. Nem rombolta le az épületeket, inkább élvezni akarta a római kultúrát. Akarata ellenére lett a birodalom rettenetes ellenfele, mivel ő volt az első barbár uralkodó, aki elfoglalta Rómát, a birodalom fővárosát.
Halála után a gótok sógorát, Athaulfot nevezték ki új királyuknak.